# 椙山貴夫
椙山 貴夫（すぎやま たかお、5月6日 - ）は、日本の男性声優。東京都出身。

## 人物
以前はぷろだくしょんバオバブに所属していた。
資格は普通自動車免許、中型自動二輪。
特技は柔道、減量。趣味は映画鑑賞、演劇鑑賞、格闘技観戦、ドライブ。

## 出演作品

### テレビアニメ
- 銀魂（2009年、王子たけし、白タイツA）
- 名探偵コナン（2009年 - 2012年、客、鑑識員）
- デュラララ!!（2010年 -2015年、ブルースクエアC、黄巾賊8） - 2シリーズ
- フラクタル（2011年、街の男、街の人B、町の人、アラバスターの兵）
- エリアの騎士（2012年、男子A）

### ゲーム
- PROJECT SYLPHEED（2006年、ビリー・クラーク）
- チョコボと魔法の絵本（2006年、アオベエ）
- メモリーズオフ6 〜T-wave〜（2008年、局員）
- テイルズ オブ ヴェスペリア（2009年、トート）※PS3版
- ぱすてるチャイムContinue（2010年）※PSP版

### 吹き替え

#### ドラマ
- iCarly
- CSI:マイアミ5（レオ・ドンウェル）
- HAWAII FIVE-0
- ビバリーヒルズ高校白書（DJマイク・コナー）
- ミディアム5 霊能者アリソン・デュボア

### ボイスオーバー
- ナショナルジオグラフィックTV 国と人
- Ripley's Believe It or Not